# Розендал, Реми
Ремигиюс Адолфиюс (Реми) Розендал (нидерл. Remigius Adolphius "Remi" Rosendahl; 25 августа 1931, Амстердам — 19 августа 2013) — нидерландский футболист, игравший на позиции вратаря, выступал за амстердамский «Аякс».

## Спортивная карьера
Реми Розендал воспитанник футбольного клуба «Аякс». В 1946 году 14-летний вратарь выступал за пятую команду кандидатов, где также играли защитники Ханс Боскамп и Гер ван Маурик, а в следующем сезоне был уже во второй команде кандидатов. Летом 1948 года был переведён в юниоры. В сезоне 1948/49 в составе юношеской команды выиграл чемпионат Нидерландов в своей возрастной категории,. В апреле 1950 года вызывался в юношескую сборную Амстердама. В начале сезона 1950/51 начинал играть за пятую команду «Аякса», а затем был переведён в четвертую.
За основной состав дебютировал 8 октября 1950 года в домашнем матче 4-го тура чемпионата Нидерландов против клуба «Энсхедезе Бойз», выйдя на замену вместо травмированного Ада ван де Пола при счёте 0:2. Так как Реми был голкипером четвёртой команды, то за матчем он наблюдал с трибун, поэтому ему понадобилось более 10 минут, чтобы переодеться и вступить в игру. Всё это время ворота амстердамцев защищал полузащитник и капитан команды Йоп Стоффелен. После его выхода Йоп вернулся на своё привычное место, а Реми всё же пропустил два гола, от Снейдерса и Кундерса. После этого матча продолжил выступать за резервные команды.

## Личная жизнь
Реми родился в августе 1931 года в Амстердаме. Отец — Фридрих Вилхелм Розендал, мать — Дедерика Алейда Мария Хаппел. Оба родителя были родом из Амстердама, они поженились в апреле 1930 года — на момент женитьбы отец работал производителем женских шляп
Его дядя Рейн Хаппел, брат матери, тоже был вратарём и сыграл один матч за основной состав «Аякса» в 1932 году.
Умер 19 августа 2013 года в возрасте 81 года.